# 松本安親
松本 安親（まつもと やすちか、寛延2年 (1749年) - 文化7年3月25日 (1810年4月28日)）は、江戸時代中期の伊勢国の土木技術者である。通称・宗十郎（そうじゅうろう）。孫に伊勢新聞創業者の松本宗一、曾孫に衆議院議員の松本恒之助と松本宗吾、子孫に歌手・女優のあべ静江がいる。

## 概要
伊勢国三重郡松本村（現在の三重県四日市市）の出身。父から土木技術を学んだ後、江戸に出て幕臣西村一作の指導を受ける。後に西村の推挙で江戸幕府の各地の土木工事に参加する。寛政元年（1789年）に帰郷後は安濃津藩の依頼を受けて岩田川・塔世川・部田川の治水工事を指揮し、流域の洪水を防止して13町歩余りの農地を得た。この功績によって開発された新農地に「松本崎村」の名が与えられてその里正に任じられ、その後も藩内の廃田再興や治水・開墾に従事した。それらの功績によって晩年は郷士に列せられた。

## 家族・親族
- 子・恒久[1]（？ - ？、一志郡矢野村大庄屋）
- 孫・宗一[1]（1841年 - 1889年、伊勢新聞創業者）
- 曾孫・恒之助[2]（1866年 - 1926年、衆議院議員）
- 曾孫・宗吾[3]（1877年 - 1945年、衆議院議員）
- 子孫・静江[4][5][6]（1951年 - 、歌手・女優）